# Andrew Hull
Andrew Hull (15 de agosto de 1963 - 8 de mayo de 2010) fue un cineasta, director de cine y arquitecto nacido Oshawa, provincia de Ontario, Canadá, y fallecido en Londres, Inglaterra.

## Primeros años
Andrew Hull era el menor de tres hijos nacidos de Ralph Hull, psiquiatra, y Margot Finley, artista. Pasó su infancia en Ann Arbor, Michigan y Peterborough, Ontario, asistió de niño a la Lakefield College School. En su juventud estudió arquitectura en la Universidad de Carleton, Ottawa. Durante sus estudios en 1989, ganó el AIA / ACSA Research Council -Otis Elevator International Student Competition, por su diseño comercial, de tiendas minoristas y áreas residenciales de uso mixto, para un desarrollo urbanístico en la histórica Londres. A pesar de este galardón, sus intereses pasaron rápidamente al cine y al video. Siendo uno de los primeros estudiantes en trabajar con video en la Escuela de Arquitectura. De hecho, se graduó con un video experimental sobre un críptico símbolo de una mano dibujada que aparece en un entorno urbano. Este primer video completo marcó su paso de la arquitectura al cine narrativo.

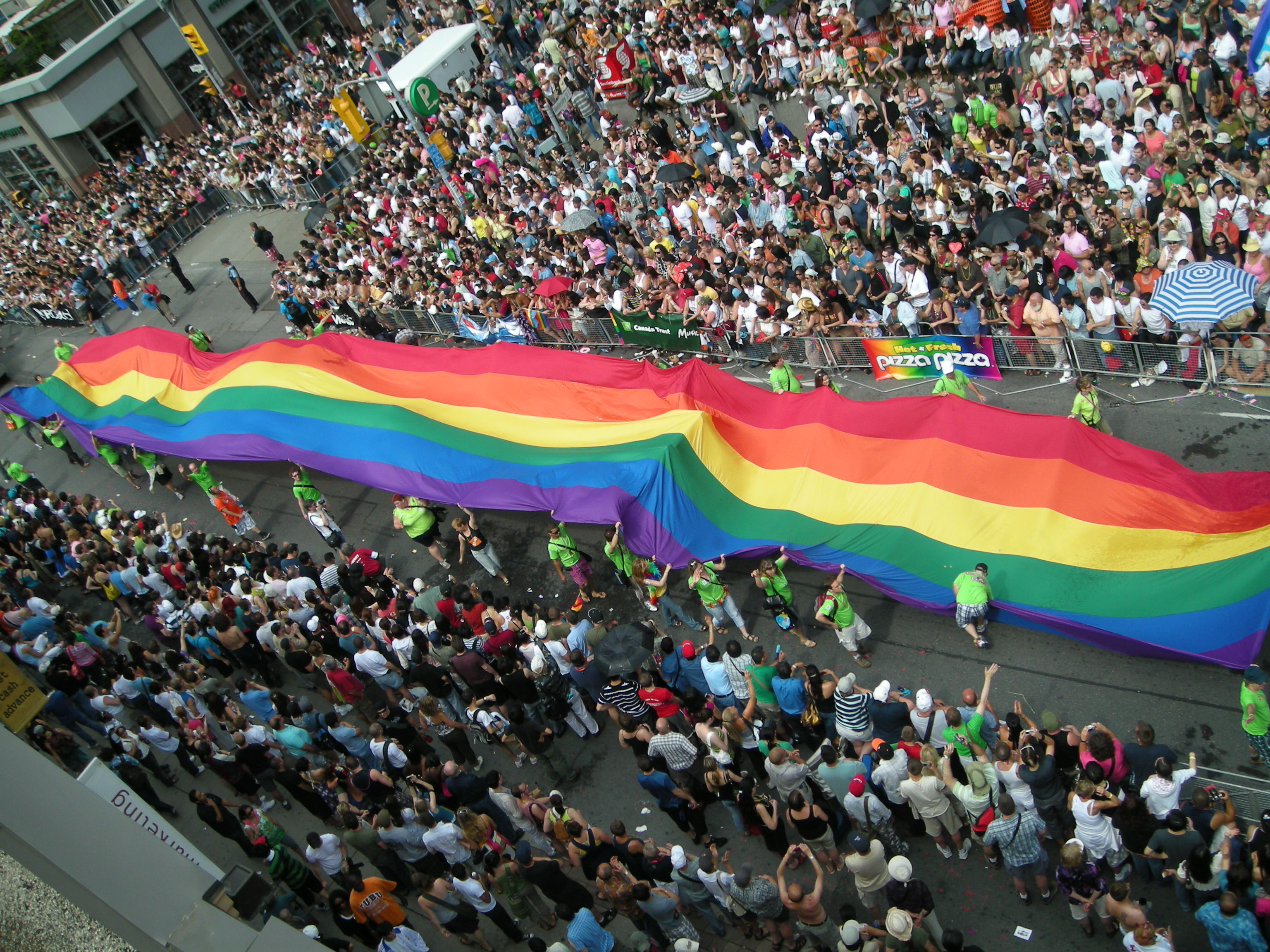
Desfile del orgullo gay de Toronto

## Carrera cinematográfica
Mientras trabajaba como arquitecto en París en 1991, Andrew Hull fue invitado a Alemania por la Universidad Carleton por Stephen Kovats e Ian Johnston para trabajar en proyectos de video y animación, y para ser mentor de estudiantes del Dessau Bauhaus International y el Estudio Experimental Multidisciplinario Dessau North . En 1992 fue comisionado por el 'Werkstatt Industrielles Gartenreich' de la Fundación Bauhaus Dessau para hacer un documental sobre el 'Kulturpalast Bitterfeld', un proyecto modelo socialista utópico, de la extinta República Democrática Alemana, construido en 1954. Su colaborador en este proyecto de video fue Stephen Kovats, un investigador de medios, arquitecto y director artístico de Transmediale. La película se tituló "No prestes atención al hombre detrás de la cortina". Como resultado de esta colaboración, Hull se mudó a Alemania, viviendo primero en Dessau, luego en Berlín. Hizo películas durante este período y enseñó en Bauhaus Dessau en el recién creado Estudio de Interpretación de Medios Electrónicos. Las películas de Hull de esta época exploraron los géneros del horror y la comedia, lo real y lo ficticio. También documentaron y cuestionaron las transformaciones políticas y sociales de Alemania después de la caída del Muro de Berlín. En Dessau, hizo Earworm (lombriz). una película de cuarenta y tres minutos, financiada por los Consejos de Arte alemanes y canadienses, que contó la historia de un entusiasta anarquista de karaoke, atrapado por un virus misterioso que causa una adicción a la música techno, y un gusto por chuparle el oído interno a víctimas desprevenidas. La película podría leerse como una metáfora y una sátira mordaz sobre la paranoia de Alemania Oriental, entrelazada con la política sobre el VIH / SIDA, y los crecientes clubes gais clandestinos y la escena rave en la Alemania a finales de los ochenta y principios de los noventa. Hull también presentó la instalación de video Berlin Alexanderplatz en el Festival Internacional de Video Ostranenie en la Bauhaus Dessau.

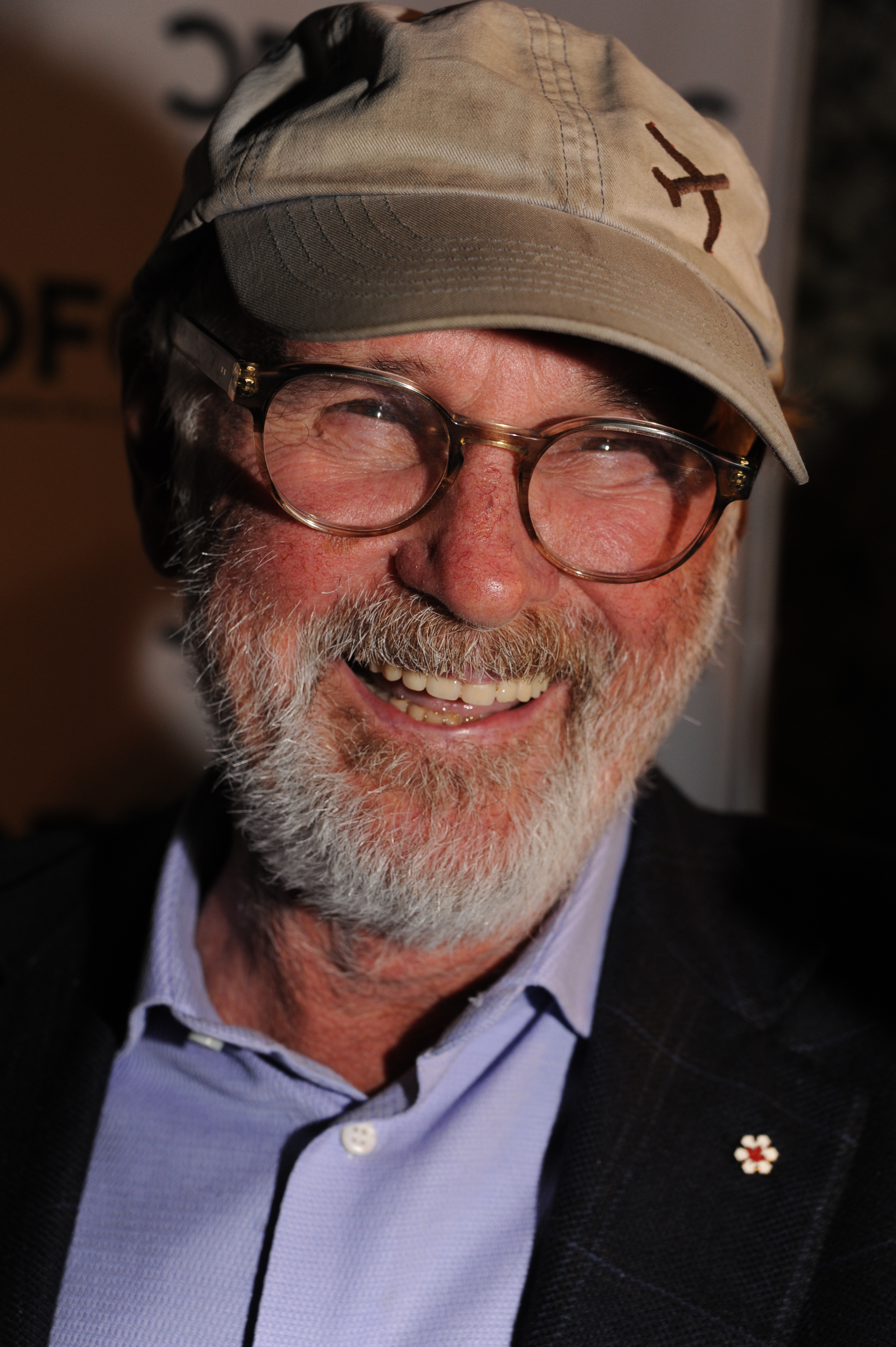
El director de cine Norman Jewison.

En 1996, Andrew Hull regresó a Canadá y vivió en Toronto hasta 2008. Mientras trabajaba como director de arte en la industria de cine y televisión canadiense y estadounidense, escribió y dirigió varios de sus propios cortometrajes. Dizzy (mareado), fue ganador como el Mejor Cortometraje en el Festival de Cine Gay y Lésbico de Long Island en 2003, y That Thing We Do (eso que hicimos) fue ganador como mejor cortometraje en el Festival Internacional de Cine Gay y Lésbico de Tampa en 2004, películas que se hicieron con ayuda del Consejo Canadiense para las Artes y el Consejo Artístico de Ontario, todas ellas historias directamente basadas en sus propias experiencias o en su diario de vida. En 2003, Hull fue uno de los únicos ocho estudiantes invitados al programa de dirección de cine con Norman Jewison creado por el Canadian Film Center (CFC), la escuela más importante de Canadá para capacitación avanzada en cine, televisión y nuevos medios. Se graduó en 2004 con el cortometraje Squeezebox (acordeón), una tragicomedia protagonizada por la heroína, actriz y cantante y compositora de rock de culto canadiense Mary Margaret O'Hara. La película es la historia de un adolescente que es un prodigio del acordeón, quien lucha por reunir a la banda familiar, tras el suicidio de su padre. Rewind (dar cuerda), una película de cinco minutos realizada poco después de la graduación de Hull, del Canadian Film Center, rindió homenaje al cine negro y se basó, libremente, en el libro "La flecha del tiempo o la naturaleza de la ofensa" de Martin Amis. Todas las películas de Hull de este período fueron a festivales de cine de todo el mundo.

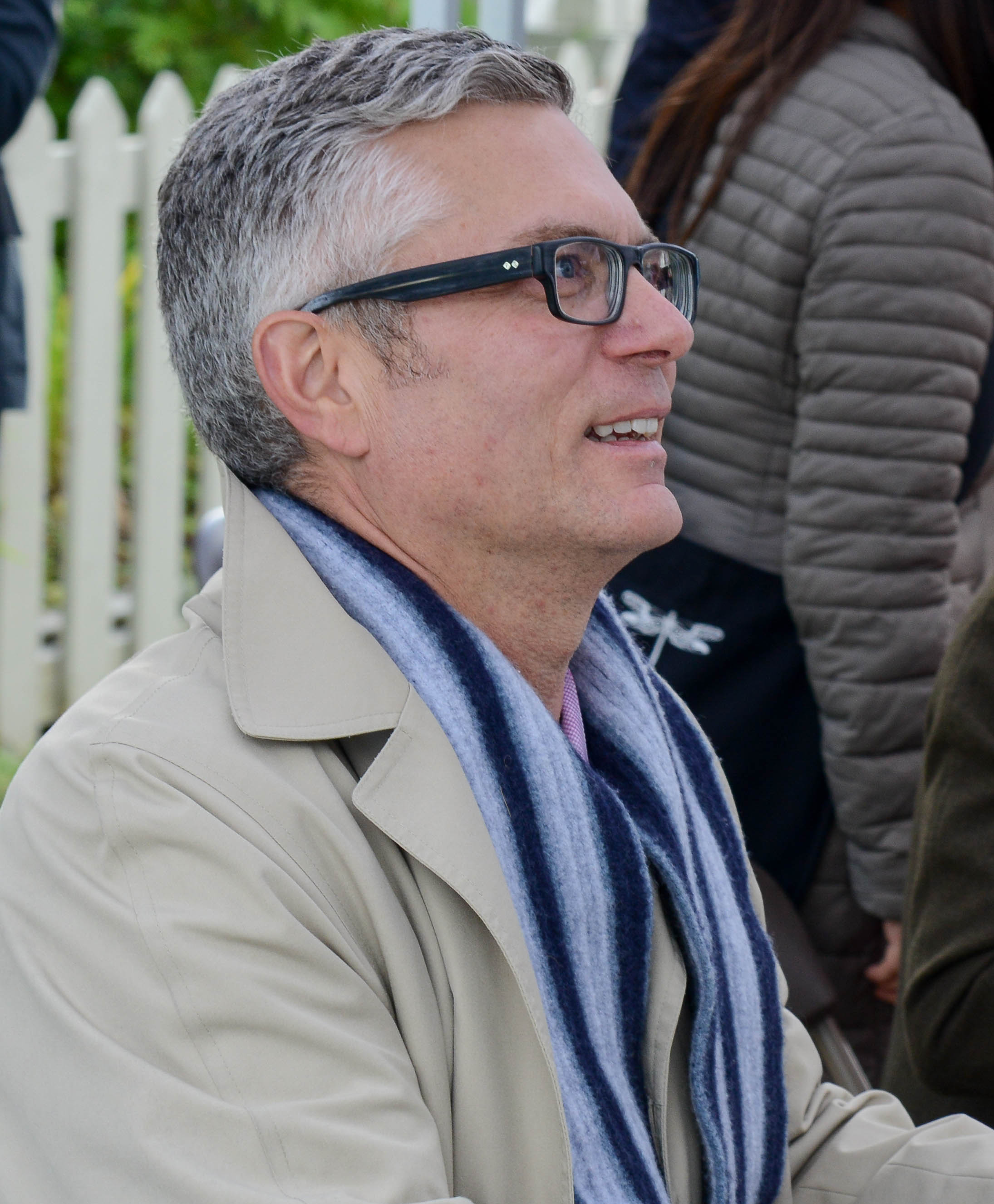
El escritor Andrew Pyper

En 2008, Hull se mudó a Londres, Inglaterra, para estar con el hombre de su vida, el artista y pintor contemporáneo Shaan Syed, y para comenzar la producción de su primer largometraje, Siren (sirena), coescrito con el guionista nacido en Canadá y radicado en EE. UU. Geoffrey Gunn. Siren, un thriller de horror, es una alegoría sobre el mito griego de la sirena, y es la historia de tres amigos cuyas vidas cambiaron para siempre, cuando detienen a rescatar a una joven en una isla remota. La película fue producida por Red Fish Pictures, con sede en el Reino Unido, y fue filmada en Túnez durante el verano de 2009. La banda sonora de la película está basada en la canción del grupo de chicas Warpaint de Los Ángeles. "Elephants" (elefantes) se estrenó el 11 de noviembre de 2010 en el Abertoir Film Festival en Gales, Reino Unido, para ser aclamado por la crítica y vendido a Lions Gate para su lanzamiento en DVD, en marzo de 2011

### Fallecimiento
Andrew Hull murió en el Royal London Hospital el 8 de mayo de 2010, por la lesión sufrida en la cabeza como consecuencia de una caída de su bicicleta. Al momento de su muerte, Hull estaba trabajando en la película Breaking and Entering (allanamiento de morada), la cual había sido rodada en Toronto en 2008, y que relata la historia de un joven que finalmente acepta la muerte de su padre, y está basada en el cuento del mismo nombre, del autor canadiense Andrew Pyper. Esta película fue terminada póstumamente por los herederos de Andrew Hull.

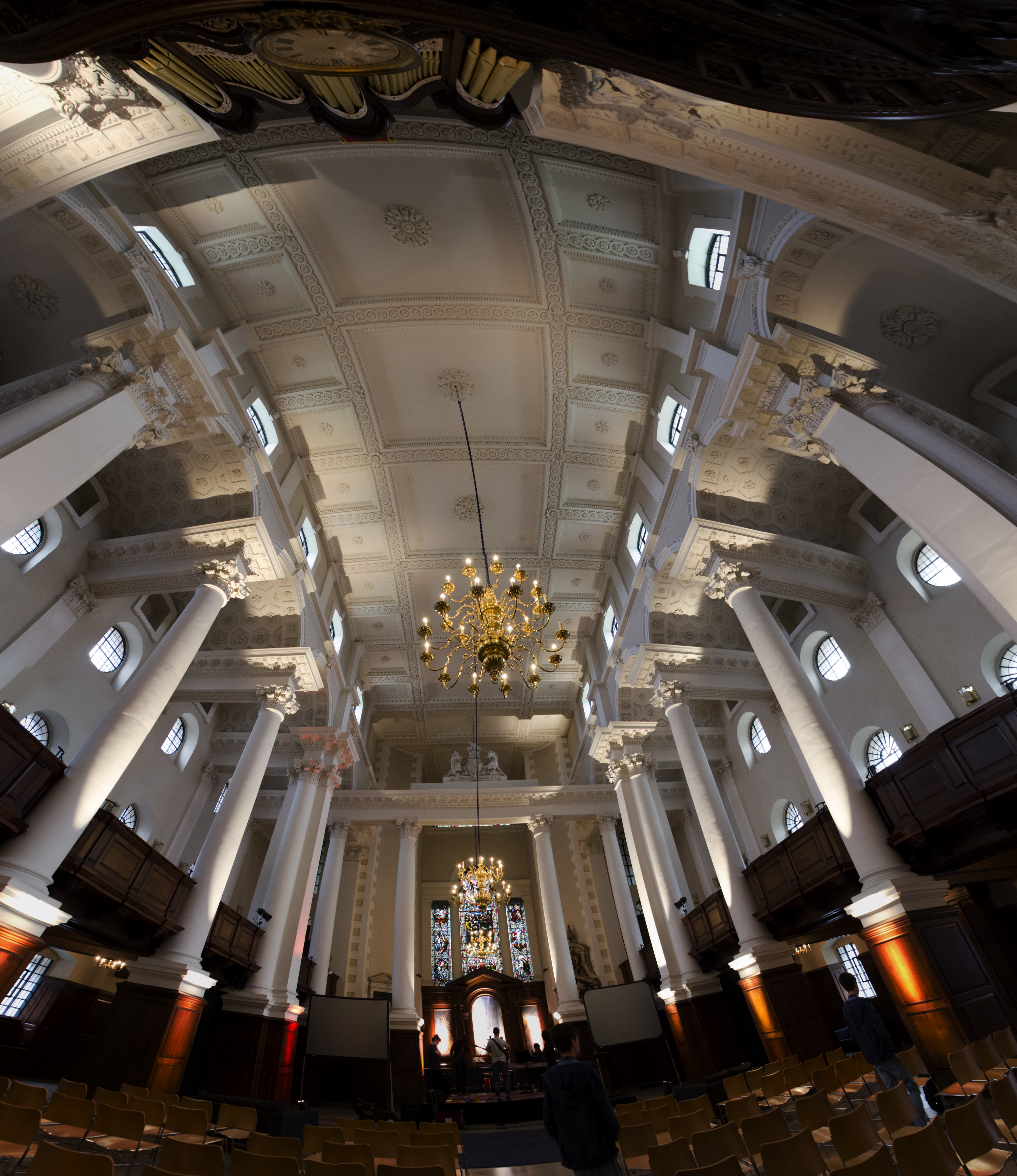
Iglesia de Cristo, Spitalfields, Londres

### Manejo de su obra
Andrew Hull fue miembro del Gremio de Directores de Canadá, por ello sus cortometrajes son distribuidos por el Canadian Film Maker Distribution Centre (CFMDC) y V tape, ambos de Toronto. En tanto,Siren finalmente fue distribuida por Lions Gate.

## Tributos artísticos
Joe Moran, coreógrafo y director artístico de la Dance Art Foundation de Londres, le dedicó su obra Score for 30 Dancers (libreto para 30 bailarines) a Andrew Hull. Ella fue presentada el 27 de mayo de 2010, como parte de From Morning, un día de danza y actuación curada por la bailarina y coreógrafa, Florence Peak. La pieza fue interpretada por treinta de los artistas de danza más destacados del Reino Unido y fue hecha en respuesta a una invitación para crear un nuevo trabajo específico, para homenajeara la arquitectura distintiva de la Iglesia de Cristo de Nicholas Hawksmoor, Spitalfields en el East End de Londres, el barrio donde Hull vivió y murió de 2008 a 2010.
Magali Reus, artista contemporánea holandesa con sede en Londres, en el crédito final de su trabajo en video de 2010 Finish (meta) lo dedicó a Andrew Hull. El breve trabajo se estrenó en Galerie Fons Welters en Ámsterdam en julio de 2010, como parte de una exposición individual de escultura y video titulada Weekend, la cual contó con cinco atletas / actores que compitieron en el contexto de una playa oceánica. Reus había presentado previamente a Hull en su video Conflicting Shadows (2009), como el actor principal que interpreta a un ambiguo patrullero callejero nocturno.
En noviembre de 2010, el compañero de vida de Andrew Hull, el artista Shaan Syed, comenzó The Andrew Project, una campaña de carteles callejeros con más de mil dibujos idénticos al retrato de Hull, los cuales fueron pegados por todo Toronto, la ciudad en la cual la pareja se conoció por primera vez, en 2001.

## Filmografía
| Año  | Título                                                                                              | Rol                     | Datos técnicos |
| ---- | --------------------------------------------------------------------------------------------------- | ----------------------- | --- |
| 1989 | The City Rediscovered (la ciudad redescubierta)                                                     | Escritor / Director     | 21min, betacam |
| 1993 | Pay No Attention to the Man Behind the Curtain (no prestes atención al hombre detrás de la cortina) | Escritor / Director     | 56min Hi8. Con la colaboración de Stephen Kovats |
| 1996 | Earworm (lombriz)                                                                                   | Escritor / Director     | 43min, vídeo Hi8/Super 8 |
| 1996 | Calypso !                                                                                           | Escritor / Director     | 4:26min, vídeo |
| 1999 | Dizzy (mareado)                                                                                     | Escritor / Director     | 19min, 16mm |
| 2003 | That thing we do (eso que hicimos)                                                                  | Escritor / Director     | 16min, 35mm |
| 2003 | Wilden Jungen (muchachos salvajes)                                                                  | Coescritor / Codirector | 5min, Super 8, vídeo. En colaboración con el compañero de Hull, el artista Shaan Syed. Por invitación de IMAGES del Festival de Cine Gay de Toronto. |
| 2005 | Squeezebox (acordeón)                                                                               | Escritor / Director     | 14min, 35mm |
| 2006 | Rewind (dar cuerda)                                                                                 | Escritor / Director     | 5min, HD |
| 2011 | Siren (sirena)                                                                                      | Escritor / Codirector   | Largometraje, redcam. Coescrito con Geoffrey Gunn, y distribuido por Lions Gate.                                                                     |
| 2011 | Breaking and Entering (allanamiento de morada)                                                      | Escritor / Director     | 7min, redcam. Completado póstumamente por los herederos de Andrew Hull.                                                                              |